# Mickey Finn (musicista)
Mickey Finn (Londra, 3 giugno 1947 – Croydon, 11 gennaio 2003) è stato un percussionista e batterista britannico.

## Biografia
Ha fatto parte del gruppo rock T. Rex nel periodo dal 1969 al 1975. Ha collaborato con Hapshash and the Coloured Coat, The Blow Monkeys e The Soup Dragons. È morto a 55 anni a causa dell'aggravarsi di problemi epatici.